# .۳۸ اسپشیال
.۳۸ اسپشیال (انگلیسی: .38 Special) یا به‌طور کامل‌تر .38 Smith & Wesson Special یک نوع فشنگ سلاح گرم دستی (هفت‌تیر یا تپانچه) است که برای اولین بار در سال ۱۸۹۸ توسط شرکت اسمیت و وسون در ایالات متحده ساخته شد. این فشنگ به یکی از پرکاربردترین فشنگ‌های کالیبر کوچک برای هفت‌تیرها در قرن بیستم تبدیل شد و تا مدت‌ها استاندارد سلاح کمری نیروهای پلیس آمریکا و بسیاری از کشورهای دیگر بود.
نام «.۳۸» به قطر تقریباً ۰٫۳۸ اینچ گلوله اشاره دارد، هرچند در واقع قطر واقعی آن نزدیک به ۰٫۳۵۷ اینچ است. دلیل این اختلاف تاریخی به نحوهٔ اندازه‌گیری اولیه فشنگ‌های پیشین برمی‌گردد. فشنگ .۳۸ اسپشیال در مقایسه با فشنگ‌های هم‌رده خود مثل .مگنوم ۳۵۷ فشار کمتری دارد، اما دقت بالایی ارائه می‌دهد و لگد آن نسبتاً ملایم است، به همین دلیل در تمرین‌های تیراندازی، کاربردهای دفاع شخصی، و استفادهٔ آموزشی محبوب بوده است.
فشنگ .۳۸ اسپشیال همچنین قابلیت شلیک در هفت‌تیرهای طراحی‌شده برای فشنگ‌های قدرتمندتر مانند .مگنوم ۳۵۷ را دارد، زیرا اندازهٔ پوکهٔ آن کوتاه‌تر است و فشار کمتری ایجاد می‌کند. این ویژگی، انعطاف‌پذیری خوبی به دارندگان این‌گونه اسلحه‌ها می‌دهد.
در کنار استفادهٔ گسترده در پلیس، این فشنگ در ارتش ایالات متحده نیز در دوره‌هایی به‌کار گرفته شده، به‌ویژه در جنگ جهانی دوم، جنگ کره و حتی تا جنگ ویتنام. همچنین در ورزش تیراندازی هدف‌گیری نیز محبوب بوده و هست.
امروزه، با وجود پیشرفت سلاح‌های نیمه‌خودکار،۳۸ اسپشیال همچنان یکی از فشنگ‌های متداول برای هفت‌تیرهای دفاعی، تمرینی، و خدماتی به‌شمار می‌رود.